# ルエラ・パーソンズ
ルエラ・パーソンズ（英語: Louella Parsons、1881年8月6日 - 1972年12月9日）は、アメリカ合衆国で初の映画コラムニスト。ウィリアム・ランドルフ・ハーストの愛人マリオン・デイヴィスを称賛したため、ハーストに雇われ、世界中の400紙の新聞の2000万人の読者が彼女のコラムを読んだ。
パーソンズは同じような才能を発揮する華やかなヘッダ・ホッパーが登場するまで、ハリウッドの女王として君臨した。2人は長期にわたって反目した。

## 生い立ち
母ヘレン（旧姓スタイン）と父ジョシュア・エッティンガーを両親に、出生名ルエラ・ローズ・エッティンガーとしてイリノイ州フリーポートに生まれる。父親と母方の祖父はドイツ系ユダヤ人の血を引き、母方の祖母ジャネット・ウイルコックスはアイルランド人の血を引いていた。パーソンズの幼少期、両親は米国聖公会に通った。エドウィン、フレッドという2人の兄弟とレイという姉妹がいた。1890年、未亡人となっていた母親はジョン・H・エドワーズと再婚。一家は後にロナルド・レーガンが少年期を過ごすイリノイ州ディクソンに住んだ。
10代で既に如才のない知的な女性となっていたが、野心の文学的な捌け口が殆ど無く、高校までは作家や記者になろうという志望は持っていなかった。1901年6月4日、高校の卒業式でパーソンズは「偉人」と題するスピーチを読み上げた。スピーチ後、校長は彼女が大作家になるだろうと公言した。
高校卒業後、地元ディクソン・カレッジの教職課程に籍を置いた。在学中、学生新聞「ディクソン・スター」の嘱託記者となり、人生で初めて新聞と関わりを持つ職を得た。1902年、ディクソン初の女性ジャーナリストとなってディクソン社交界のゴシップを扱い、ハリウッドへの第一歩を踏み出した。
最初の夫ジョン・パーソンズと共にアイオワ州バーリントンに転居。後に映画プロデューサーとなった唯一の子供ハリエット（1906年–1983年）は、この地で生まれた。バーリントン時代に初めて映画（『大列車強盗』（1903年））を鑑賞する。
ジョン・パーソンズと離婚後シカゴに移る。1912年、直後にチャールズ・チャップリンと契約を結ぶエッサネイ・スタジオに25ドルで脚本を売り、映画界と最初の接触を果たす。また「How to Write for the Movies」と題する本も書いている。幼い娘ハリエットは、ルエラ・パーソンズが脚本を書いた『The Magic Wand』（1912年）など数本の映画に「ベイビー・パーソンズ」として出演した。

## 経歴
1914年、シカゴ・レコード＝ヘラルド紙でアメリカ合衆国初となる映画界のゴシップ記事を書き始める。1918年、ウィリアム・ランドルフ・ハーストが同紙を買収、ハーストは映画や映画俳優がニュースになる事にまだ気付いていなかったので、パーソンズは失業してしまう。ニューヨークに移ってニューヨーク・モーニング・テレグラフ紙に同じような映画コラムを書いていたところ、これがハーストの目に留まった。1923年、交渉の末、ハーストと契約してニューヨーク・アメリカン紙に参加する。
1925年、結核に罹り余命6ヶ月と診断される。乾燥した気候を求めてアリゾナ州へ移り、更にロサンゼルスに向かって、その地にとどまる決意をする。症状が治まると仕事に復帰し、ハースト・コーポレーションのためにハリウッドの記事を供給するコラムニストとなった。出版界の大物との関係が強固になったことにより、彼女のロサンゼルス・エグザミナー紙のコラムは全世界の新聞に掲載され、2000万人以上の読者の目に触れるようになり、パーソンズは次第に映画界で最も発言権のある1人になっていった。ハーストの愛人で被保護者のマリオン・デイヴィスによれば、大多数の批評家がデイヴィスを酷評する中にあって、パーソンズは読者に向けて「この女の子にチャンスを与えて」と訴えかけ、これがハーストがパーソンズを雇う決め手となった。
1928年からサンキスト・グローワーズが提供する、毎週映画スターにインタビューするラジオ番組のパーソナリティーを務めた。 1931年の同じような趣向の番組はハーリス・ファンデーション・ガーメントが提供した。1934年、キャンベル・スープ・カンパニーと契約を結び、近日公開される映画に出演しているスターを紹介する「ハリウッド・ホテル」という番組の司会を開始。

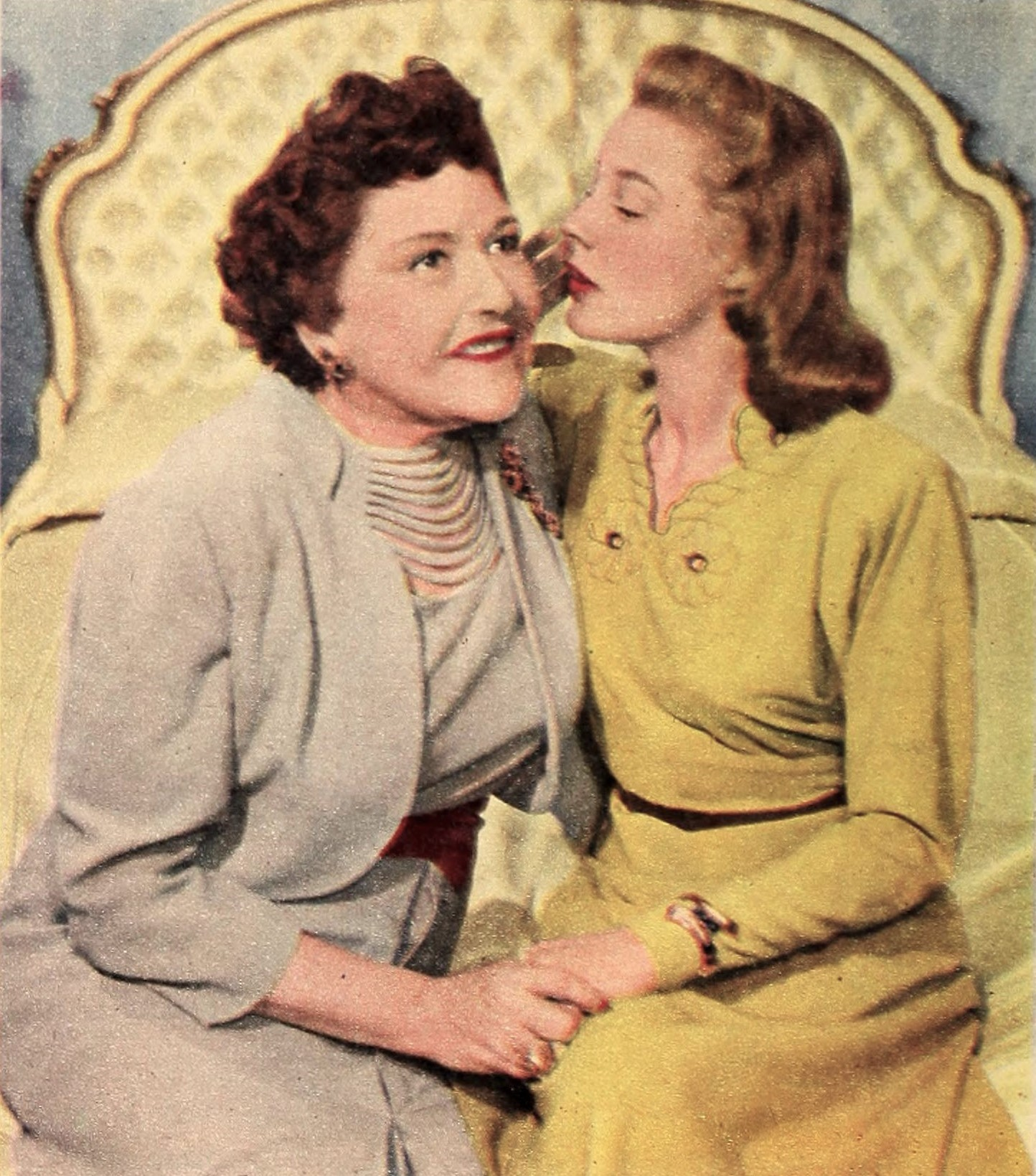
ルエラに秘密を明かすジューン・アリソン (1946年)

基盤を安定させるために様々なハースト関連企業と関わりを持った。彼女は自身をハリウッドの社会的・道徳的権威者と見なしていた。彼女の評価は多くの場合に最終通告と見なされ、彼女の不興は映画批評家のものより遥かに恐れられていた。最終的にはパーソンズの毎日のゴシップコラムは、世界中の400紙以上の新聞に掲載され、2000万人以上が読んでいた。1938年、彼女の非公式な称号「ハリウッドの女王」は、初めのうちは友好的で協力的だった新人のヘッダ・ホッパーによって挑戦を受けた。しかし彼女たちは激しいライバルになった。ホッパーは2人の内でも、より悪質で不寛容な人物と見なされるに至った。
パーソンズは『聖林ホテル』（1937年）、『恋愛超特急』（1946年）、『Starlift』（1951年）など、多数の映画にカメオ出演している。
1944年、ベストセラーとなった回想録「The Gay Illiterate」を執筆、ダブルデイ、ドラン・アンド・カンパニーより出版された。1961年、続けて「Tellella to Louella」という本をG・P・プットナムズ・サンズから出版。

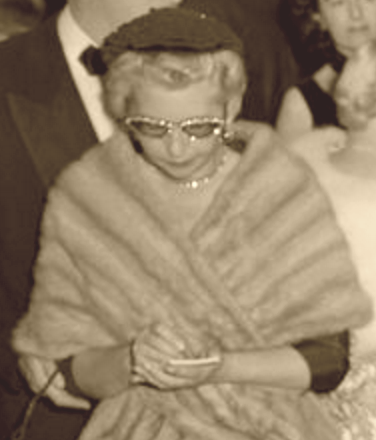
メモを取るパーソンズ（1956年）

1950年代以降はパーソンズの影響力は減少した。1965年12月までコラムを続けたが、その時点でアシスタントのドロシー・マナーズが既に1年以上コラムを引き継いで書いていた。

## 私生活
彼女は3回結婚している。1905年、最初の夫である不動産開発業者・仲買人のジョン・デメント・パーソンズと結婚。2人の間には1906年8月23日にアイオワ州デモイン郡バーリントンで生まれたハリエットという1人娘がいた。 ハリエットは母親の執筆に対する情熱を引き継ぎ、若い頃に映画雑誌のライターを務めていた。1914年にジョンと離婚。1年後の1915年、2人目の夫ジョン・マキャフリー・ジュニアと結婚するも後に離婚。1930年、ロサンゼルスの軍医ハリー・マーティン博士（彼女は「ドッキー」と呼んでいた）と3度目の結婚。マーティンは第一次世界大戦・第二次世界大戦中に陸軍医療隊で働いた。2人は1951年6月24日にマーティンが死去するまで添い遂げた。

## 晩年と死去
引退後、パーソンズは1972年12月9日に満91歳で動脈硬化症により死去するまで、特別養護老人ホームに住んでいた。カトリックに改宗していた、彼女の葬儀には映画業界から彼女が真の友情を維持していた個々人が参列した。彼女はカルバーシティのホーリー・クロス墓地に埋葬された。
ルエラ・パーソンズはハリウッド・ウォーク・オブ・フェームに2つの星型プレートを持っている。1つは映画への貢献に対してハリウッド大通り6418に、もう1つはラジオへの貢献に対してハリウッド大通り6300に。

## 大衆文化において
- フランク・タシュリン監督の1937年のアニメ映画『カッコウが木に満ちあふれ（英語版）』に「Louella Possums」として登場する。
- ポピュラー音楽「Let's Do It, Let's Fall in Love」のノエル・カワード版（1955年）で言及されている。
- 1982年の伝記映画『女優フランシス』で簡略に描かれ論及されている。
- 1985年のテレビ映画『Malice in Wonderland』でエリザベス・テイラーがパーソンズを演じた。ジェーン・アレクサンダーがヘッダ・ホッパー役で共演。
- 1999年、ホランド・テイラーは黄金時代のハリウッドを描くAMCのコメディ・ミニシリーズ『The Lot』で、レティシア・ディヴァインというパーソンズとホッパーを連想させるキャラクターを演じた。エンディングロール・ギャグでレティシア・ディヴァインは自身のラジオ番組で旬のスターの皮肉なニュースを読み上げる。番組終了時に脇の声が彼らを侮辱する。
- ブレンダ・ブレッシンは『市民ケーン』の制作とオーソン・ウェルズ、ウィリアム・ランドルフ・ハースト、マリオン・デイヴィスの関係を描いた2000年の映画『ザ・ディレクター ［市民ケーン］の真実』でパーソンズを演じた。
- ジェニファー・ティリーは映画界の大立者トーマス・H・インスの1924年の不審死に着想を得た、2001年の映画『ブロンドと柩の謎』でパーソンズを演じた。
- 彼女はケン・ルドウィック（英語版）の2004年の演劇『Shakespeare in Hollywood』にキャラクターとして登場している[12]。
- ナタリー・ピノはセクン・デ・ラ・ロサ（英語版）脚本、ベンハミン・デ・ラ・ロサ演出の一人劇『Louella Persons』（2013年）でタイトル・ロールを演じた[13]。
- 2016年のコーエン兄弟の映画『ヘイル、シーザー!』に登場する双子のゴシップ・ライター（ティルダ・スウィントンが演じる）も、二人をモデルにしている。

## 音声
- 1958年マスカーズ・クラブ（英語版）、ジュディ・ガーランドのための謝恩会におけるルエラ・パーソンズ。